# Беслін
Беслін (пол. Bieślin, нім. Bieslin) — село в Польщі, у гміні Тшемешно Гнезненського повіту Великопольського воєводства.
Населення — 140 осіб (2011).
У 1975-1998 роках село належало до Бидгощського воєводства.

## Демографія
Демографічна структура станом на 31 березня 2011 року:
|          | Загалом | Допрацездатний вік | Працездатний вік | Постпрацездатний вік |
| -------- | ------- | ------------------ | ---------------- | -------------------- |
| Чоловіки | 83      | 21                 | 56               | 6                    |
| Жінки    | 57      | 10                 | 34               | 13                   |
| Разом    | 140     | 31                 | 90               | 19                   |